# Ферроваріу ді Накала Велья
Клубе Ферровіаріу ді Накала Велья або просто Ферроваріу ді Накала Велья (порт. Clube Ferroviário de Nacala Velha) — професіональний мозамбіцький футбольний клуб з міста Накала.

## Стадіон
Клуб грає свої домашні матчі на стадіоні «Ештадіу ду Накала Велья», який максимально вміщує 5 000 глядачів.

## Досягнення
- Чемпіонат Мозамбіку з футболу: 0

- Кубок Мозамбіку: 0

## Виступи в змаганнях під егідою КАФ
- Ліга чемпіонів КАФ: 1 виступ

1987: Попередній раунд
- Кубок володарів кубків: 8 виступів

| 1979 — Перший раунд 1983 — Перший раунд 1988 — Перший раунд | 1991 — Перший раунд 1995 — Півфінал 1997 — Перший раунд |

- Кубок КАФ: 2 виступи

1998 — Перший раунд
2003 — Перший раунд
- Ліга чемпіонів КАФ: 2 виступа

Найкращий: 2003-04 Попередній раунд — Програв «АмаЗулу» 7:4 за сумою двох матчів.

## Склад команди
| №  | Поз. | Нац.     | Гравець           |
| -- | ---- | -------- | ----------------- |
| 1  | ВР   | Мозамбік | Алізіу            |
| 2  | ЗХ   | Мозамбік | Фануель           |
| 3  | ЗХ   | Сенегал  | Діоп              |
| 4  | ЗХ   | Мозамбік | Кампіра           |
| 5  | ЗХ   | Мозамбік | Сальвадур Альгуек |
| 6  | ЗХ   | Мозамбік | Жуку              |
| 7  | ПЗ   | Мозамбік | Турт              |
| 8  | ПЗ   | Мозамбік | Петріду           |
| 9  | НП   | Мозамбік | Кафті             |
| 10 | ПЗ   | Мозамбік | Паулу Комбу       |
| 11 | НП   | Мозамбік | Мултінью          |
| 12 | ВР   | Мозамбік | Станью            |
| 13 | ЗХ   | Мозамбік | Портілью          |
| 14 | ПЗ   | Мозамбік | Жастенью          |
| 15 | ЗХ   | Мозамбік | Сустікуе          |

| №  | Поз. | Нац.     | Гравець    |
| -- | ---- | -------- | ---------- |
| 16 | ПЗ   | Мозамбік | Актіміу    |
| 17 | ЗХ   | Мозамбік | Замфа      |
| 18 | ПЗ   | Мозамбік | Зітіл      |
| 19 | ЗХ   | Мозамбік | Манохед    |
| 20 | НП   | Мозамбік | Локлу      |
| 21 | ЗХ   | Мозамбік | Жером      |
| 23 | НП   | Мозамбік | Мабуі      |
| 24 | ПЗ   | Мозамбік | Бузілью    |
| 25 | ЗХ   | Мозамбік | Уіскей     |
| 26 | НП   | Мозамбік | Жеральду   |
| 27 | НП   | Мозамбік | Тоні Відау |
| 28 | НП   | Мозамбік | Рутілью    |
| 29 | НП   | Мозамбік | Маканда    |
| 30 | ВР   | Мозамбік | Зелде      |

## Відомі гравці
- Еусебіу